# Fekete Szabolcs Benedek
Fekete Szabolcs Benedek (Kőszeg, 1977. december 17. –) magyar katolikus pap, szombathelyi segédpüspök.

## Pályafutása
2002. június 26-án szentelték pappá.
Segédpüspöki kinevezése előtt püspöki irodaigazgatóként szolgált.

### Püspöki pályafutása
2022. március 11-én Ferenc pápa basti címzetes püspökké és szombathelyi segédpüspökké nevezte ki. Április 18-án szentelte püspökké a Szombathelyi székesegyházban Erdő Péter esztergom-budapesti érsek, Székely János szombathelyi és Veres András győri püspök segédletével.